# Кричів (Польща)
Кричів (пол. Krzyczew, Кшичев) — село в Польщі, у гміні Тереспіль Більського повіту Люблінського воєводства. Населення — 146 осіб (2011).

## Історія
1683 року вперше згадується церква східного обряду в селі.
За даними етнографічної експедиції 1869—1870 років під керівництвом Павла Чубинського, у селі проживали лише греко-католики, які розмовляли українською мовою.
У міжвоєнні 1918—1939 роки польська влада в рамках великої акції руйнування українських храмів на Холмщині і Підляшші перетворила місцеву православну церкву на римо-католицький костел.
У 1975—1998 роках село належало до Білопідляського воєводства.

## Населення
Демографічна структура станом на 31 березня 2011 року:
|          | Загалом | Допрацездатний вік | Працездатний вік | Постпрацездатний вік |
| -------- | ------- | ------------------ | ---------------- | -------------------- |
| Чоловіки | 72      | 16                 | 42               | 14                   |
| Жінки    | 74      | 10                 | 35               | 29                   |
| Разом    | 146     | 26                 | 77               | 43                   |